# 鏡野町立鏡野中学校
鏡野町立鏡野中学校（かがみのちょうりつ かがみのちゅうがっこう）は、岡山県苫田郡鏡野町竹田にある公立中学校。

## 概要
2016年4月、鏡野町内の4中学校（旧鏡野、奥津、上齋原、富）を統合し、新しい鏡野中学校として開校した。

## 沿革
香々美中学校
- 1947年（昭和22年） - 芳野村大野村香々美南村学校組合立香々美中学校設立。
- 1952年（昭和27年）11月10日 - 町村合併により鏡野町立香々美中学校と改称。
- 1958年（昭和33年）3月31日 - 閉校。

鶴喜中学校
- 1947年（昭和22年） - 小田村中谷村学校組合立鶴喜中学校設立。
- 1952年（昭和27年）11月10日 - 町村合併により鏡野町立鶴喜中学校と改称。
- 1958年（昭和33年）3月31日 - 閉校。

香北中学校
- 1947年（昭和22年） - 香々美北村立香北中学校設立、越畑分校を開設。
- 1952年（昭和27年）11月10日 - 町村合併により鏡野町立香北中学校と改称。
- 1966年（昭和41年） - 越畑分校を廃止。
- 1971年（昭和46年）4月1日 - 名目統合により鏡野町立鏡野中学校香北校舎と改称。
- 1972年（昭和47年）4月4日 - 火災により本校舎を全焼。4月10日以降生徒は鏡野校舎で授業を受けることになり、事実上閉校。

鏡野中学校（初代）
- 1958年（昭和33年）4月1日 - 香々美、鶴喜両中学校を統合し、鏡野中学校開校。
- 1971年（昭和46年）4月1日 - 名目統合により鏡野町立鏡野中学校鏡野校舎と改称。
- 1972年（昭和47年）4月4日 - 香北校舎火災により生徒が鏡野校舎に移り事実上統合。
- 1973年（昭和48年）3月31日 - 鏡野校舎閉校。

鏡野中学校（2代目）
- 1973年（昭和48年）4月9日 - 新校舎開校式挙行。
- 1979年（昭和54年） - 50mプール完成。
- 2016年（平成28年）3月31日 - 閉校。

鏡野中学校（3代目）
- 2016年（平成28年）4月1日 - 鏡野町内4中学校を統合し、鏡野町立鏡野中学校（3代目）が開校。

## 部活動

### 運動部
- 野球部
- サッカー部
- 陸上競技部
- ソフトテニス部
- バスケットボール部
- バレーボール部
- 卓球部
- 柔道部
- 剣道部
- スキー部（兼部可能）
- 水泳部（兼部可能）
- 新体操部（兼部可能）

### 文化部
- 文化部
- 吹奏楽部

## 校区
2016年度以降は鏡野町全域が通学区域となる。以下の5小学校区。
- 鏡野町立南小学校
- 鏡野町立大野小学校
- 鏡野町立鶴喜小学校
- 鏡野町立香々美小学校
- 鏡野町立奥津小学校

## 著名な出身者
- 井元乾一郎（政治家） - 岡山県議、元鏡野町長